# Service de l'information stratégique et de la sécurité économiques
Le Service de l'information stratégique et de la sécurité économiques (SISSE) est un service à compétence nationale rattaché à la Direction générale des entreprises du ministère de l'Économie et des Finances français depuis 2016. Il a notamment pour mission de piloter au niveau interministériel la politique de sécurité et d'intelligence économique de la France.

## Historique
Les premières tentatives de mise en œuvre d’une politique d’intelligence économique en France font suite à la publication du rapport Martre en 1994. Une première tentative de politique publique d’intelligence économique est confiée au Secrétariat général de la Défense et de la Sécurité nationale (SGDSN). En 2003 est nommé un Haut responsable à l’intelligence économique rattachée au SGDSN. Différentes structures sont dispersées en parallèle au sein des ministères. En 2009, le Haut responsable à l’intelligence économique est remplacé par un Délégué interministériel rattaché directement au Premier ministre.  
Avant la création du SISSE, la politique de sécurité économique reposait ainsi sur deux structures :
- La Délégation interministérielle à l'intelligence économique (D2IE) rattachée aux services du Premier ministre
- Le Service ministériel de coordination à l’intelligence économique (SCIE) rattaché au ministère de l’Économie et des Finances

Cette organisation était critiquée, certains experts décrivant le dispositif de sécurité économique français comme un "millefeuille administratif" insuffisamment structuré. Sous l'impulsion du président François Hollande et du ministre de l'Économie, de l'Industrie et du Numérique Emmanuel Macron, ces deux structures fusionnent : le Délégué interministériel à l'intelligence économique devient le Commissaire à l'information stratégique et à la sécurité économiques (CISSE), qui s'appuie désormais sur son service, le SISSE, officiellement créé par décret le 29 janvier 2016 et qui reprend les moyens de la SCIE.
Le premier Commissaire est Jean-Baptiste Carpentier, ancien directeur du service de renseignement financier Tracfin de 2008 à 2015. En 2017, à la suite du départ de Jean-Baptiste Carpentier, le poste de CISSE reste vacant pendant près de 6 mois avant que le président Emmanuel Macron ne nomme Thomas Courbe en juin 2018. Thomas Courbe devient CISSE et directeur de la Direction générale des entreprises à laquelle le SISSE est rattaché.

## Missions
Le SISSE possède un rôle interministériel de pilotage de la politique publique de sécurité et d'intelligence économique. Il est à ce titre en lien avec plusieurs administrations, notamment celles de la communauté française du renseignement, dont il coordonne l'action en matière économique.
Ses missions ont été mises à jour par décret le 20 mars 2019. Il est notamment chargé :
- d'assurer le secrétariat du Comité interministériel de liaison en matière de sécurité économique, qui a pour mission d’assurer la mise en œuvre des décisions fixées par le conseil de défense et de sécurité nationale présidé par le SGDSN
- de participer à la procédure des investissements étrangers en France pilotée par la Direction générale du Trésor qui a pour mission d'encadrer les rachats de sociétés présentant un caractère stratégique pour la France depuis le "décret Montebourg" de 2014
- d'assister le ministre de l'Économie dans la préparation des conseils de défense et de sécurité nationale sur les sujets de sécurité économique
- d'orienter l'action des services de la communauté française du renseignement qui sont actifs dans les domaines économiques (DGSI, DGSE, DRSD, TRACFIN ou DNRED) en liaison avec la coordination nationale du renseignement et de la lutte contre le terrorisme
- d'animer un réseau de correspondants au sein des ministères et dans les ambassades sur les thématiques de sécurité économique : il s'agit principalement des services des hauts fonctionnaires de défense et de sécurité et des services économiques placés dans les ambassades
- d'élaborer, d'améliorer et de proposer la politique de sécurité économique au ministre de l'Économie. Il peut pour cela réaliser ou participer à tout travail relevant de sa compétence et conduit par un service de l'État. Il est également destinataires des informations ou renseignements détenus par tout ministère et qui peuvent avoir des conséquences sur la sécurité économique.

### Activités connues

#### Surveillance particulière de la société Huawei
En juin 2018, le magazine Challenges révèle que le SISSE pilote la cellule interministérielle Cerbère chargé d'analyser et surveiller les activités de la société chinoise Huawei.

#### Surveillance des activités de prédation sur des sociétés stratégiques françaises
De par ses attributions sur la surveillance des investissements étrangers en France, le SISSE est notamment chargé de détecter les menaces étrangères sur des actifs stratégiques pour la France. Le 21 mai 2021, son chef de service à ainsi déclaré devant une commission du Sénat que :
"Le rôle au SISSE est de détecter le plus tôt possible des signaux d'alerte, y compris des signaux faibles de menaces étrangères sur des actifs stratégiques, de les collecter et d'en assurer le traitement systématique pour faire en sorte que chacune soit traitée efficacement quand les intérêts souverains sont à risques. Ces menaces étrangères doivent être neutralisées. [...] Chaque année, le SISSE traite plusieurs dizaines de cas de dossiers où la politique de sécurité économique permet de bloquer des menaces."
Le SISSE déclare qu'en 2020, durant la crise sanitaire, près 270 alertes sur des entreprises stratégiques lui sont remontées dont 60 % concernait des tentatives de prédation en provenance de l'étranger. En mai 2021, le général Éric Bucquet, directeur de la DRSD, déclare devant une commission de l'Assemblée nationale faire remonter les informations de sa direction au SISSE pour que celui-ci trouve des moyens de remédiation aux prédations étrangères.

#### Action pendant la crise sanitaire
Le SISSE a été mobilisé pour analyser la fiabilité des vendeurs d’équipements médicaux que les entreprises ou les systèmes de santé ont dû acquérir en urgence durant la crise sanitaire. Il aurait traité 176 dossiers pendant le premier confinement et émis des mises en garde pour 50 % d’entre eux.

#### Surveillance des partenariats dans le domaine de la recherche
Le chef de service du SISSE se déclare "très vigilant sur certains partenariats de recherche dans des écosystèmes de recherche sensibles qui nous conduisent à dire non à un certain nombre de partenariats qui nous semblent problématiques pour la souveraineté". Le SISSE maintient ainsi une surveillance des organismes de recherche qui peuvent ciblés par des concurrents ou des États étrangers.

#### Loi de blocage
La "loi de blocage" est un dispositif permettant de bloquer la transmission à des avocats ou magistrats étrangers de certaines données sensible en cas de litige, notamment dans le cadre de procédures extraterritoriales américaines.
L'avocate Noëlle Lenoire, ancienne membre du Conseil d'État et du Conseil constitutionnel indique que le SISSE à pour mission depuis 2016 de conseiller les entreprises recevant des demandes de procédure discovery sur les risques d’atteinte à la souveraineté économique. Le SISSE leur donne alors la possibilité de justifier valablement un refus de communication de données sensibles aux magistrats étrangers. Il aurait ainsi aidé 12 entreprises en 2020. Le SISSE serait également chargée de la réflexion sur la réforme de cette loi de blocage qui date  de 1982.

## Fonctionnement

### Localisation
Le SISSE est placé au sein des locaux du Ministère de l'Économie et des Finances (France) dans le 12e arrondissement de Paris. Il est situé au septième étage du bâtiment Necker dans une aile sécurisée.
Il dispose également d'un réseau de 21 correspondants en région appelés Délégués à l'information stratégique et à la sécurité économiques (DISSE) et placés au sein des Directions régionales de l'économie, de l'emploi, du travail et des solidarités.

### Direction
Le SISSE est rattaché au Commissaire à l'information stratégique et à la sécurité économiques (CISSE) :
| CISSE                    | Grade                           | Nomination     | Autres fonctions connues |
| ------------------------ | ------------------------------- | -------------- | --- |
| Jean-Baptiste Carpentier | Inspecteur général des finances | 5 février 2016 | Directeur général de Tracfin Délégué interministériel à l'intelligence économique Directeur juridique de l'Agence des participations de l'État |
| Thomas Courbe            | Ingénieur général de l'armement | 7 juillet 2018 | Directeur général adjoint de la Direction générale du Trésor Directeur général des entreprises Commissaire du Gouvernement auprès du CNES Membre du Conseil général de l'armement Directeur de cabinet adjoint de Christine Lagarde Directeur de cabinet adjoint de François Baroin |

Il dispose également d'un chef de service :
| Chef de service         | Grade                                      | Nomination     | Autres fonctions connues |
| ----------------------- | ------------------------------------------ | -------------- | --- |
| Joffrey Celestin-Urbain | Administrateur civil hors classe           | 1 octobre 2018 | Membre du conseil d'administration du CEA Sous-directeur des relations économiques bilatérales à la direction générale du Trésor Conseiller au cabinet du secrétaire d'État Pierre Lellouche                                                               |
| Gustave Gauquelin       | Administrateur de l'Etat du deuxième grade | 28 avril 2025  | Administrateur suppléant au conseil d’administration de la BERD Directeur général délégué du groupe ADP international Directeur général délégué aux opérations du groupe industriel Chargeurs Secrétaire général de l’Agence des participations de l’État, |

## Positionnement
La position du SISSE au sein de l'administration a récemment été critiquée par la Délégation parlementaire au renseignement qui relève que beaucoup d’autres acteurs continuent de participer, en parallèle du SISSE, à l’animation de la politique publique de sécurité économique. Cette architecture peu claire contribuerait à "réduire l’efficacité de l’action des services" et "nuirait à la déclinaison opérationnelle des axes définis dans le plan national d'orientation du renseignement et, plus généralement, à l’efficacité de la politique de sécurité économique".
Certains experts de l'intelligence économique critiquent également les changements récurrents de nom et de tutelle pour la structure administrative chargé de coordonner l'intelligence économique, qui selon le journaliste économique Nicolas Lerègle, "a souvent changé de rattachement et de formulation, pour aboutir à celui actuel, au fond pas plus satisfaisant que les précédents". Selon Floran Vadillo, ancien conseiller ministériel et co-auteur du livre Les espions de l'Élysée, "on tarde à voir les effets concrets des changements annoncés, le politique ne parvient toujours pas à impulser une vraie stratégie offensive concernant le renseignement économique".
Citant un expert, le magazine Challenges indique que le SISSE ne s'est pas encore imposé comme un outil indispensable à la sécurité économique et que "les dossiers chauds sont traités en direct par l’Élysée et la CNR-LT"
Le 25 mars 2021, la sénatrice Marie-Noëlle Lienemann soumet une proposition de loi qui propose de refondre une nouvelle fois le dispositif en créant un Secrétariat général à l'intelligence économique rattaché au Premier ministre et qui deviendrait l'autorité de tutelle du SISSE.